# Zaboršt, Domžale
Zaboršt este o localitate din comuna Domžale, Slovenia, cu o populație de 595 de locuitori.